# Глендейл (Юта)
Глендейл (англ. Glendale) — місто (англ. town) в США, в окрузі Кейн штату Юта. Населення — 312 особи (2020).

## Географія
Глендейл розташований за координатами 37°20′10″ пн. ш. 112°36′14″ зх. д. / 37.33611° пн. ш. 112.60389° зх. д. (37.336168, -112.603951).  За даними Бюро перепису населення США в 2010 році місто мало площу 20,18 км², уся площа — суходіл. В 2017 році площа становила 18,12 км², уся площа — суходіл.

## Демографія
Згідно з переписом 2010 року, у місті мешкала 381 особа в 124 домогосподарствах у складі 104 родин. Густота населення становила 19 осіб/км².  Було 176 помешкань (9/км²).
Расовий склад населення:
| - 98,2 % — білих - 0,5 % — корінних американців |

До двох чи більше рас належало 0,8 %. Частка іспаномовних становила 2,4 % від усіх жителів.
За віковим діапазоном населення розподілялося таким чином: 35,2 % — особи молодші 18 років, 52,2 % — особи у віці 18—64 років, 12,6 % — особи у віці 65 років та старші. Медіана віку мешканця становила 31,4 року. На 100 осіб жіночої статі у місті припадало 103,7 чоловіків;  на 100 жінок у віці від 18 років та старших — 104,1 чоловіків також старших 18 років.
Середній дохід на одне домашнє господарство  становив 41 503 долари США (медіана — 33 500), а середній дохід на одну сім'ю — 47 011 долар (медіана — 35 000). За межею бідності перебувало 20,4 % осіб, у тому числі 30,1 % дітей у віці до 18 років та 2,4 % осіб у віці 65 років та старших.
Цивільне працевлаштоване населення становило 95 осіб. Основні галузі зайнятості: мистецтво, розваги та відпочинок — 23,2 %, будівництво — 15,8 %, освіта, охорона здоров'я та соціальна допомога — 11,6 %, публічна адміністрація — 9,5 %.